# يان مكلينان
يان مكلينان (بالإنجليزية: Ian McLennan)‏ هو شخصية أعمال أسترالي، ولد في 1909، وتوفي في 1998.